# Domenico Fradiacono
Domenico Fradiacono, noto anche con lo pseudonimo di Scansino (Tivoli, 15 gennaio 1877 – Tivoli, 20 gennaio 1952), è stato un fantino italiano.

## Carriera
Protagonista del Palio di Siena a cavallo tra la fine del XIX e il XX secolo, Scansino entra nella storia della corsa senese vincendo sette Palii su ventinove corsi, nel periodo compreso tra il 1896 al 1919. La sua carriera non è stata mai lineare, bensì piuttosto altalenante. Appena diciannovenne, vinse i primi due Palii disputati, entrambi con la Torre nel 1896, realizzando così il cappotto personale e per la contrada.
La prima vittoria fu caratterizzata da una rimonta di Scansino, partito ultimo, ai danni di Edoardo Farsetti detto Mugnaino, superato solamente alla terza curva del Casato. La seconda si lega ad un fatto rimasto nella storia delle cronache paliesche, e cioè al famoso raggiro attuato nei confronti del fantino della Civetta Genesio Sampieri detto Moro da parte di un mangino della Torre. L'accordo siglato dai due consisteva nel fatto che il Moro, che montava il cavallo favorito, avrebbe dovuto lasciare strada a Scansino in cambio di un lauto compenso. Moro rispettò i patti, si lasciò sfilare al secondo Casato da Scansino, che vinse comodamente. Recatosi presso il vinaio dal quale avrebbe dovuto ritirare il compenso pattuito con il mangino, trovò soltanto la ricompensa di un soldo di vino.
Il tris di Scansino arriva già l'anno successivo, stavolta sotto i colori della Giraffa, montando ancora una volta (dopo la vittoria di agosto 1896) il cavallo Febo. Anche in occasione di questa vittoria, Scansino riuscì a spuntarla solamente all'ultima curva del Casato rimontando Tabarre dell'Istrice ed ancora una volta Mugnaino nella Chiocciola.
Dopo questo inizio di carriera sfavillante con tre vittorie su quattro partecipazioni, Scansino conobbe un periodo di crisi: quattro carriere senza vittoria tra il 1897 ed il 1900. Il ritorno al successo avvenne il 2 luglio 1901, ed ancora una volta alla vittoria si lega un tradimento. Montando Nocciola per il Nicchio, Scansino partì tra i primi ma comunque molto staccato da Emilio Lazzeri detto Fiammifero, della Chiocciola. Ma proprio Fiammifero all'improvviso, alla seconda curva del Casato, simulò una caduta per favorire la vittoria dell'Oca con Giuseppe Noci detto Beppino; tuttavia nella lotta tra Beppino e Scansino ebbe la meglio quest'ultimo, che trionfò per la quarta volta su otto presenze.
Già l'anno successivo (16 agosto 1902) Scansino conquistò la quinta vittoria, per la Tartuca, conducendo una corsa sempre in testa già dal primo Casato. Da quel momento iniziò il periodo più negativo della sua carriera: non solo rimase a secco di successi per sette anni, ma non lottò mai per la vittoria nel corso delle carriere (fatta eccezione per l'agosto 1904, quando sfiorò il successo). Addirittura nel Palio straordinario del 28 settembre 1902 si salvò a stento dalla furia dei contradaioli della Torre che lo inseguirono fino nel territorio della Pantera (contrada per la quale corse quel Palio) per vendicare il duro ostacolo che proprio Scansino aveva portato alla contrada di cui era divenuto un vero idolo grazie al "cappotto"  del 1896.
Dopo sette anni di attesa, il 4 luglio 1909 Scansino centrò un insperato successo per la Lupa. In quell'occasione fu Giulio Cerpi detto Testina a condurre la corsa, ma proprio quando sembrava ad un passo dalla vittoria venne fermato a nerbate e strattonato da un fantino rimasto indietro di un giro: Guido Duchi detto Martellino della Torre. Alla confusione si aggiunse anche Arturo Bocci detto Rancani, e Scansino fu il più lesto ad approfittarne: conquistò così la sua sesta vittoria in Piazza del Campo.
L'ultima vittoria di Scansino fu ancora per la Tartuca, il 16 agosto 1910: in quell'occasione dominò la corsa dall'inizio alla fine su Stella. Chiuse definitivamente la propria carriera nel Bruco, in occasione dell'ultimo Palio a sorpresa della storia datato 17 agosto 1919. Dopo ben sei anni di assenza dalla Piazza, venne chiamato a sostituire un fantino che si era infortunato. Scansino partì subito in testa, ma la rimonta dei rivali fu inesorabile e vanificò qualsiasi speranza di successo.
In totale Scansino ha difeso i colori di tredici contrade; è riuscito a vincere il Palio per sette volte sulle ventinove corse disputate. Uno dei meriti di Scansino è quello di essere caduto durante la corsa in Piazza del Campo (lasciando pertanto il cavallo scosso) solamente una volta in tutta la sua carriera.

## Presenze al Palio di Siena
Le vittorie sono evidenziate ed indicate in neretto.
| Palio             | Contrada     | Cavallo                     |
| ----------------- | ------------ | --------------------------- |
| 2 luglio 1896     | Torre        | Farfallino                  |
| 25 agosto 1896    | Torre        | Febo                        |
| 23 settembre 1896 | Torre        | Morello del Franci (scosso) |
| 4 luglio 1897     | Giraffa      | Febo                        |
| 16 agosto 1897    | Torre        | Baio del Sarrocchi          |
| 2 luglio 1900     | Torre        | Grigio del Falciai          |
| 9 settembre 1900  | Leocorno     | Baio del Fregoli            |
| 2 luglio 1901     | Nicchio      | Nocciola                    |
| 16 agosto 1901    | Aquila       | Baio della Chiocciola       |
| 2 luglio 1902     | Istrice      | Baio del Memmi              |
| 16 agosto 1902    | Tartuca      | Baio stella in fronte       |
| 28 settembre 1902 | Pantera      | Baio del Gracci             |
| 2 luglio 1903     | Chiocciola   | Stornino                    |
| 16 agosto 1903    | Nicchio      | Morello del Cerpi           |
| 17 aprile 1904    | Valdimontone | Baio del Franci             |
| 3 luglio 1904     | Nicchio      | Baio del Naldini            |
| 16 agosto 1904    | Istrice      | Ida                         |
| 2 luglio 1907     | Torre        | Calabresella                |
| 3 luglio 1908     | Pantera      | Baio del Forconi            |
| 4 luglio 1909     | Lupa         | Baia dorata del Sampieri    |
| 16 agosto 1909    | Lupa         | Storno del Mattii           |
| 17 agosto 1909    | Civetta      | Morello del Tonini          |
| 3 luglio 1910     | Bruco        | Baio del Pianigiani         |
| 16 agosto 1910    | Tartuca      | Stella                      |
| 13 settembre 1910 | Tartuca      | Stornino                    |
| 16 agosto 1911    | Torre        | Sauro del Bassi             |
| 2 luglio 1912     | Nicchio      | Sauro del Benedetti         |
| 25 settembre 1913 | Bruco        | Sauro del Piazzi            |
| 17 agosto 1919    | Bruco        | Baio del Brandani           |